# Giant Asia Racing Team/Saison 2010
Dieser Artikel listet Erfolge und Mannschaft des Radsportteams Giant Asia in der Saison 2010 auf.

## Erfolge in der UCI Asia Tour
Bei den Rennen der UCI Asia Tour im Jahr 2010 gelangen dem Team nachstehende Erfolge.
| Datum              | Rennen                                       | Kat. | Sieger       |
| 14. März           | 1. Etappe Tour de Taiwan                     | 2.2  | David McCann |
| 14. – 20. März     | Gesamtwertung Tour de Taiwan                 | 2.2  | David McCann |
| 2. April           | 2. Etappe Tour of Thailand                   | 2.2  | David McCann |
| 17. April          | 1. Etappe Tour of the Philippines            | 2.2  | David McCann |
| 20. April          | 4. Etappe Tour of the Philippines            | 2.2  | David McCann |
| 17.–20. April      | Gesamtwertung Tour of the Philippines        | 2.2  | David McCann |
| 24. April          | 1. Etappe Melaka Governor Cup                | 2.2  | David McCann |
| 24.–25. April      | Gesamtwertung Melaka Governor Cup            | 2.2  | David McCann |
| 27. April – 1. Mai | Gesamtwertung Jelajah Malaysia               | 2.2  | David McCann |
| 25. Juni           | Irische Meisterschaft – Einzelzeitfahren     | NC   | David McCann |
| 25. Juni           | Kirgisische Meisterschaft – Einzelzeitfahren | NC   | Eugen Wacker |
| 27. Juni           | Kirgisische Meisterschaft – Straßenrennen    | NC   | Eugen Wacker |
| 14. September      | 4. Etappe Tour of China                      | 2.2  | Rico Rogers  |
| 18. September      | 6. Etappe Tour of China                      | 2.2  | Rico Rogers  |

## Zugänge – Abgänge
| Zugänge                     | Team 2009                         | Abgänge                       | Team 2010 |
| --------------------------- | --------------------------------- | ----------------------------- | --------- |
| Rasoul Barati               | Azad University Iran              | Chen Yu Hsieh                 | Unbekannt |
| Eugen Wacker                | Azad University Iran              | Chuan Yu Lee                  | Unbekannt |
| Alex Coutts                 | Heraklion-Nessebar                | Li Yao Chiang (bis 20.06.)    | Unbekannt |
| Vahid Ghaffari              | Petrochemical Tabriz Cycling Team | Dennis Pohl (bis 20.06.)      | Unbekannt |
| David McCann                | Ride Sport Racing                 | Vahid Ghaffari (bis 30.06.)   | Unbekannt |
| Dennis Pohl                 | Team Kuota-Indeland               | Wisut Kasiyaphat (bis 30.06.) | Unbekannt |
| Li Yao Chiang               | Neoprofi                          | Wen Chin Lin (bis 31.07.)     | Unbekannt |
| Chin Lung Huang             | Neoprofi                          |                               |           |
| Wisut Kasiyaphat            | Neoprofi                          |                               |           |
| Jiun Yan Lai                | Neoprofi                          |                               |           |
| Prajak Mahawong (ab 12.04.) | Meitan Hompo-GDR (2008)           |                               |           |
| Fan Hsin Chu (ab 21.06.)    | Giant Asia Racing Team (2008)     |                               |           |
| Chia Hong Yang (ab 21.06.)  | Giant Asia Racing Team (2008)     |                               |           |
| Rahim Ememi (ab 01.07.)     | Tabriz Petrochemical Team (2008)  |                               |           |
| Rico Rogers (ab 10.09.)     | Neoprofi                          |                               |           |

## Mannschaft
| Name             | Geburtstag         | Nationalität           |
| ---------------- | ------------------ | ---------------------- |
| Rasoul Barati    | 19. September 1985 | Iran                   |
| Wei Kei Chang    | 14. Oktober 1985   | Chinesisch Taipeh      |
| Chun Te Chiang   | 22. November 1984  | Chinesisch Taipeh      |
| Fan Hsin Chu     | 8. Juli 1987       | Chinesisch Taipeh      |
| Alex Coutts      | 25. September 1983 | Vereinigtes Königreich |
| Rahim Ememi      | 17. Mai 1982       | Iran                   |
| Chin Lung Huang  | 17. Dezember 1988  | Chinesisch Taipeh      |
| Yen Lin Huang    | 10. November 1982  | Chinesisch Taipeh      |
| Jiun Yan Lai     | 4. April 1991      | Chinesisch Taipeh      |
| Kuan Hua Lai     | 23. Juli 1981      | Chinesisch Taipeh      |
| Prajak Mahawong  | 19. November 1981  | Thailand               |
| David McCann     | 17. März 1973      | Irland                 |
| Kuei Hsiang Peng | 31. Dezember 1983  | Chinesisch Taipeh      |
| Rico Rogers      | 25. April 1978     | Neuseeland             |
| Eugen Wacker     | 17. April 1974     | Kirgisistan            |
| Chia Hong Yang   | 6. April 1984      | Chinesisch Taipeh      |